# 重慶大爆撃賠償請求訴訟
重慶大爆撃賠償請求訴訟（じゅうけいだいばくげきばいしょうせいきゅうそしょう）は、日中戦争中、重慶市と四川省に対する日本軍の航空部隊が行った重慶爆撃によって被害を受けたとして、原告らが日本国政府に謝罪と賠償を求めた裁判。第一次提訴から第四次提訴までの原告は合計188名。国家無答責の法理により原告は敗訴したが、重慶爆撃は無差別爆撃であり、当時の国際慣習法に違反したことが認定された。

## 概略
- 2006年3月30日 - 東京地裁に第一次提訴（原告40人） 重慶市34名、楽山市5名、自貢市1人
- 2008年7月4日 - 東京地裁に第二次提訴（原告22人） 成都市22名
- 同年12月3日 - 東京地裁に第三次提訴（原告45人）楽山市42人、自貢市1人、瀘州市（合江県）1人、重慶市1人
- 2009年10月5日 - 東京地裁に第四次提訴（原告81人） 重慶市50名、成都市17名、楽山市3人、自貢市5人、松潘県6人
- 2015年2月25日 - 東京地裁が原告団側の請求を棄却[1]。裁判長は無差別爆撃であり、当時の国際慣習法に違反したことを認定した上で「原告には当時の国際法に基づく損害賠償請求権がなく、民法の規定でも国は損害賠償責任を負わない」と述べた[1][2]。
- 2017年12月14日 - 一審東京地裁判決を支持し、遺族らの請求を棄却[2]。
- 2019年12月25日 - 最高裁第二小法廷が原告側の上告を棄却[3]。

## 原告団
- 原告代表 - 王子雄
- 弁護団長 - 土屋公献

2009年10月5日の第11回裁判より弁護団長は小野坂弘